# Дрожиська-Мале
Дрожиська-Мале (пол. Drożyska Małe, нім. Klein Friedrichsberg) — село в Польщі, у гміні Закшево Злотовського повіту Великопольського воєводства.
У 1975-1998 роках село належало до Пільського воєводства.